# Manuel Díaz Vega
Manuel Díaz Vega (født 1. september 1954) er en tidligere en fodbolddommer fra Spanien. Han dømte internationalt under det internationale fodboldforbund, FIFA, fra 1991 til 1999, hvor han afsluttede sin karriere da han faldt for aldersgrænsen på 45 år for internationale dommere.
Han dømte finalen i Champions League i 1996 mellem Juventus og Ajax Amsterdam. En kamp som Juventus vandt efter straffesparkskonkurrence.